# الملاحيط (صعدة)

تعديل مصدري - تعديل

الملاحيط هي مدينة ومركز مديرية الظاهر بمحافظة صعدة اليمنية، بلغ تعداد سكانها 4349 نسمة حسب الإحصاء الذي أجري عام 2004.